# NGC 172
NGC 172 je galaksija u zviježđu Kit.

## Vanjske poveznice
- SEDS: NGC 0172